# خر پلیس
خر پلیس یا خر پَرکی یک بازی گروهی خنده دار و سرگرم‌کننده با حداقل ۶ نفر است.
در ابتدا با گچ یا وسیله دیگری یک دایره بزرگ کشیده می‌شود. سپس بازیکنان به دو گروه تقسیم می‌شوند و قرعه کشی کرده و گروه بازنده به داخل دایره رفته و یک نفر به عنوان پلیس خرها و سایر افراد نیز دست خود را به دوش هم تیمیان خود گذاشته و یک حلقه را تشکیل می‌دهند. سپس بازی شروع شده و بازیکنان تیم بیرونی به دور دایره چرخیده و در انتظار یک فرصت مناسب هستند که سوار یکی از افراد داخل دایره (در اصطلاح، یک خر) شوند و در این حین نیز پلیس خرها باید مراقب باشند و قبل از اینکه خر سواران سوار خرهای خود شوند باید پای آنها را یک ضربه بزند تا آنها بازی را ببازند و نوبت به گروه بعدی برسد. 
زمانی که خرسوار، سوار خر خود می‌شود، دیگر نمی‌تواند پای او را بزند و زمانی که پایین می‌آید باید این کار را انجام دهد. همچنین خر سوار اگر قهار باشد در فرصت مناسب از خر پایین پریده و از دایره خارج می‌شود و همچنین به هر میزان که خواسته می‌تواند سوار خر شود. اگر خر خسته شده و به عبارتی بخوابد، می‌گویند «خر تپید! خر تپید!» و بازی از اول ادامه پیدا می‌کند.